# Eishockey-Landesliga Bayern 1992/93
Die Eishockey-Landesliga Bayern 1992/93 wurde unter dem Dach des Bayerischen Eissportverbandes (BEV) organisiert und war nach der Bayernliga eine der sechsthöchsten Spielklassen im deutschen Eishockey.

## Saisonverlauf
Die Eishockey-Landesliga 1992/93 war die 45. Ausspielung dieser Liga. Meister wurde der EHC Bad Aibling, Vizemeister ESV Würzburg und den dritten Platz belegte der ASV Dachau. Für den ESV Würzburg und den TSV Marktoberdorf, die beide auf ihr Aufstiegsrecht verzichteten, konnten der ESV Kagers und ETC Höhenkirchen nachrücken. Der TSV Marktoberdorf konnte für den österreichischen SC Hohenems, der Staffelsieger in der Westgruppe wurde aber keine Teilnahmeberechtigung für die Playoffs hatte, an den Meisterplayoffs teilnehmen. Von den sieben vorgesehenen Absteigern mussten am Ende der Saison nur fünf die Liga verlassen. Auch der vorarlbergische SC Hohenems hat sich am Ende der Saison wieder aus der bayerischen Landesliga verabschiedet.

### Modus
In der Saison 1992/93 wurde die Landesliga in vier Vorrundengruppen als Einfachrunde ausgespielt. Nach der Vorrunde qualifizierten sich die Gruppensieger  für die Meister-Playoffs und hatten das Aufstiegsrecht für die Bayernliga 1993/94. Von der Gruppe Nord sollte der Letztplatzierte und von den anderen Gruppen die jeweils letzten zwei Teams den Gang in die Bezirksliga antreten.

## Teilnehmer
Nicht mehr dabei waren die Auf- und Absteiger der Vorsaison. Neu hinzukamen die Absteiger aus der Bayernliga, die Aufsteiger aus der Bezirksliga und die Gastvereine aus Sachsen mit der USG Chemnitz sowie dem ETC Crimmitschau 1b.

### Hauptrunde
| Platz     | Gruppe 1 (Nord)     | Gruppe 2 (Ost)  | Gruppe 3 (Süd)       | Gruppe 4 (West)   |
| --------- | ------------------- | --------------- | -------------------- | ----------------- |
| 1. Platz  | ESV Würzburg        | ASV Dachau      | EHC Bad Aibling (A)  | SC Hohenems (NR)  |
| 2. Platz  | SV Hof              | EV Moosburg 1b  | ETC Höhenkirchen (A) | TSV Marktoberdorf |
| 3. Platz  | ERV Schweinfurt 1b  | ESV Kagers (N)  | MTV Dießen           | EA Kempten 1b     |
| 4. Platz  | ETC Crimmitschau 1b | EV Aich         | TSV Schliersee       | VfL Denklingen    |
| 5. Platz  | USG Chemnitz (N)    | ESV Gebensbach  | SC Gaißach           | ESV Türkheim      |
| 6. Platz  | EV Weiden 1b        | ESV Waldkirchen | EC Schwaig           | TSV Haunstetten   |
| 7. Platz  |                     | EV Bruckberg    | EV Mittenwald (A)    | TSV Oberbeuren    |
| 8. Platz  |                     | USC München (N) | EHC Weilheim         | RM Kaufbeuren     |
| 9. Platz  |                     |                 | EC Thanning (N)      | SV Hohenfurch     |
| 10. Platz |                     |                 |                      | SC Forst          |

Aufsteiger in die Bayernliga fett gedruckt.
(A) = Absteiger aus der Bayernliga, (N) = Neu in der Liga, (R) = Rückzug

 Gruppensieger, Bayerischer LL-Meister  Gruppensieger und Meisterplayoff-Teilnehmer  Absteiger / Rückzieher

### Meister-Playoffs
Der TSV Marktoberdorf startete für den SC Hohenems in den Playoffs.
Die Sieger der Halbfinal- und Finalspiele wurden jeweils in einem Spiel ermittelt.

|  | Halbfinale | Halbfinale        | Halbfinale   | Halbfinale | Halbfinale |                  |                 | Finale | Finale | Finale | Finale | Finale |
|  |            |                   |              |            |            |                  |                 |        |        |        |        |        |
|  | Nord       | ESV Würzburg      | 5            | /          | 1          |                  |                 |        |        |        |        |        |
|  | Ost        | ASV Dachau        | 3            | /          | 0          |                  |                 |        |        |        |        |        |
|  | Ost        | ASV Dachau        | 3            | /          | 0          | Süd              | EHC Bad Aibling | 7      | /      | 1      |        |        |
|  |            |                   |              |            |            | Süd              | EHC Bad Aibling | 7      | /      | 1      |        |        |
|  |            | Ost               | ESV Würzburg | 3          | /          | 0                |                 |        |        |        |        |        |
|  | Süd        | Ost               | ESV Würzburg | 3          | /          | 0                | EHC Bad Aibling | 10     | /      | 1      |        |        |
|  | Süd        |                   |              |            |            |                  | EHC Bad Aibling | 10     | /      | 1      |        |        |
|  | West2      | TSV Marktoberdorf | 2            | /          | 0          |                  |                 |        |        |        |        |        |
|  | West2      | TSV Marktoberdorf | 2            | /          | 0          | Spiel um Platz 3 |                 |        |        |        |        |        |
|  |            |                   |              |            |            |                  |                 |        |        |        |        |        |
|  | Ost        | ASV Dachau        | 9            | /          | 1          |                  |                 |        |        |        |        |        |
|  | West2      | TSV Marktoberdorf | 5            | /          | 0          |                  |                 |        |        |        |        |        |

- Finalsieger, BLL-Meister und Aufsteiger EHC Bad Aibling
- BLL-Vizemeister ESV Würzburg
- Platz 3 und Aufsteiger ASV Dachau
- Platz 4 TSV Marktoberdorf